# هيبوكلوريت الكالسيوم
هيبوكلوريت الكالسيوم مركب كيميائي له الصيغة Ca(OCl)2، ويكون على شكل مسحوق بلوري أبيض مصفر، له رائحة الكلور.

## الخواص
- ينحل تحت كلوريت الكالسيوم بشكل جيد في الماء، وتكون محاليله المائية المركزة ذات لون أصفر مخضر.
- يتميز تحت كلوريت الكالسيوم بخواصه المؤكسدة القوية، وهو يحرر غاز الكلور عند التماس مع الاحماض. فعلى سبيل المثال عند التفاعل مع حمض هيدروكلوريك يتحرر غاز الكلور ويتشكل كلوريد الكالسيوم حسب المعادلة:

Ca(ClO)2 + 4 HCl → CaCl2 + 2 H2O + 2 Cl2
كما يتحرر غاز الكلور عند التفاعل مع غاز ثنائي أكسيد الكربون ويتشكل كربونات الكالسيوم:
2 Ca(ClO)2 + 2 CO2 → 2 CaCO3 + 2 Cl2 + O2
تتراوح نسبة الكلور الفعال في العينات التجارية من تحت كلوريت الكالسيوم من 35–80 %.

## التحضير
يحضر تحت كلوريت الكالسيوم من تمرير غاز الكلور على مستعلق هيدروكسيد الكالسيوم المائي عند درجات حرارة منخفضة (-20°س)، وذلك لأن التفاعل ناشر للحرارة:
2 Ca(OH)2 + 2 Cl2 → Ca(ClO)2.2H2O + CaCl2 + 2 H2O 
يكون تحت كلوريت الكالسيوم الناتج من هذه العملية عبارة عن هيدرات ثنائية، ويحوي مزيجاً من كلوريد الكالسيوم القلوي Ca(OH)2, H2O، بالإضافة إلى الكلس غير المتفاعل.

## الاستخدامات
- يستخدم كمادة قاصرة (مبيضة) في الصناعات النسيجية، كما يستخدم لقصر عجينة الورق.
- يستخدم تحت كلوريت الكالسيوم في تعقيم مياه المسابح.